# Saint-Thomas-la-Garde
Saint-Thomas-la-Garde é uma comuna francesa na região administrativa de Auvérnia-Ródano-Alpes, no departamento de Loire. Estende-se por uma área de 3,41 km². Em 2010 a comuna tinha 618 habitantes (densidade: 181,2 hab./km²).